# Evangelische Kirche (Pszczyna)
Die Evangelische Kirche Pless (polnisch Kościół ewangelicki) befindet sich am Marktplatz des oberschlesischen Pszczyna (deutsch Pless).

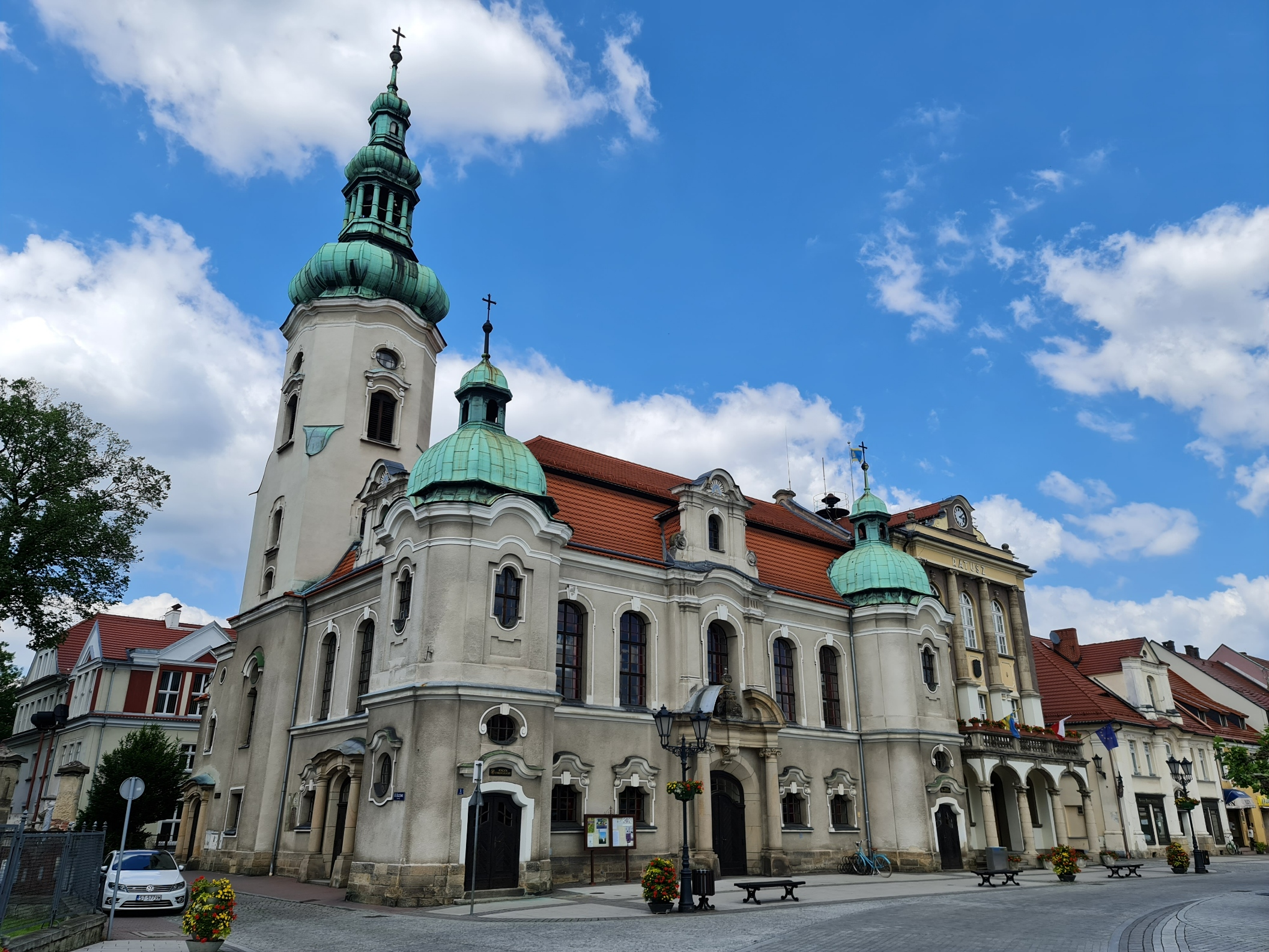
Evangelische Kirche Pless

## Geschichte
Nach der Regelung Cuius regio, eius religio wurde 1568 im Fürstentum Pleß der evangelische Glauben eingeführt. Gottesdienste fanden erst in der Pfarrkirche statt, dann während der Gegenreformationszeit einige Jahre in der Kapelle auf dem Schloss, bevor sie gar nicht mehr stattfinden durften. Nach dem ersten Schlesischen Krieg wurde Pleß Teil des preußischen Schlesiens und der Herr über Pleß – Erdmann II. von Promnitz – wandte sich an König Friedrich II. mit dem Anliegen, den Bau der evangelischen Kirche in Pleß zu bewilligen. Die Erlaubnis wurde erteilt und die Bauarbeiten begonnen 1743 nach einem Entwurf des Promnitzer Hofarchitekten Christian Jahne. Die Kirche wurde am 7. August 1746 eingeweiht. 1860 wurden ein Kirchturm angebaut, 1896 wurde eine neue Orgel gestiftet. Am 24./25. Januar 1905 brach auf dem Marktplatz ein großes Feuer aus, durch das auch die Kirche Brandschäden erlitt.
Gottesdienste fanden auf Deutsch statt, und für die evangelische Bevölkerung der Umgebung wurden auch Gottesdienste in polnischer Sprache abgehalten. Alle deutschen Pfarrer in Pleß mussten auch polnisch sprechen können. Auch nach 1922, als Pless Polen angegliedert wurde, gab es weiterhin eigene deutsche und polnische Gottesdienste, die von den deutschstämmigen Pfarrern gehalten wurden. Die Gemeinde gehörte nun nicht mehr zur preußischen Kirchenprovinz Schlesien, sondern zur Unierten Evangelischen Kirche in Polnisch Oberschlesien. Erst 1937, als die Genfer Konvention auslief, wurde erstmals ein Pole Pfarrer in Pleß, der hier bis 1939 wirken konnte.
Heute ist Pszczyna Sitz einer Gemeinde der Evangelisch-Augsburgischen Kirche, die nicht nur im religiösen Bereich tätig ist und etwa 1500 Mitglieder zählt. Sie ist die größte Gemeinde des evangelischen Dekanats in Kattowitz / Katowice. Der Kirchturm konnte 2023 durch Unterstützung der Deutsch-Polnischen Stiftung Kulturpflege und Denkmalschutz saniert werden.

## Bauwerk
Die Kirche ist ein stattlicher neobarocker Bau in städtebaulich exponierter Lage. Die Ostwand des Putzbaus grenzt heute unmittelbar das historische Rathaus an. An seiner Nordwestseite steht der 41,50 m hohe Hauptturm. Der obere Teil des Turmschafts wechselt vom viereckigen Querschnitt zum polygonalen Querschnitt und trägt eine kupfergedeckte Laterne, in welcher noch zwei Stahlglocken mit deutscher Inschrift hängen. Zwei kleinere Ecktürme befinden sich an der repräsentativen Südseite zum Marktplatz. An der Marktseite befindet sich mittig ein Eingangsportal zwischen zwei ionischen Säulen, die einen Architrav tragen, über dem ein wuchtiger durchbrochener Giebel thront. Die risalitartig betonte Mittelachse schließt mit einem Volutengiebel ab, der über die Traufe des Kirchenschiffs ragt und in einer Reliefdarstellung im Tympanon das Auge Gottes darstellt. Große weißgesprosste Rundbogenfenster gliedern das obere der beiden Geschosse des Kirchenschiffs, kleine Fenster gliedern das Erdgeschoss. Das Kirchenschiff ist mit einem Mansarddach gedeckt.

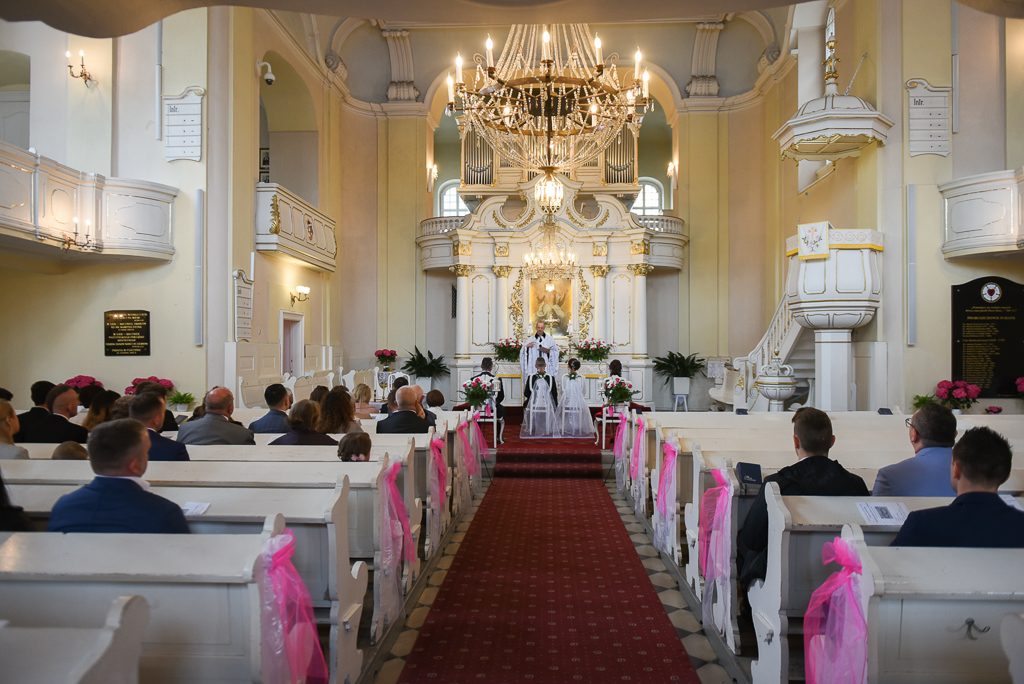
Innenraum

Die Gestaltung des Kircheninnenraums erinnert mit einer Doppelempore, dem Orgelaltar und der hellen Fassung an die schlesischen Bethäuser. Der monumentale viersäulige Altar im Chor ist mit gesprengtem Giebel bekrönt. Das Altargemälde aus dem 19. Jahrhundert stellt die Himmelfahrt Christi dar. Die Orgel über dem Altar stammt von der Firma Schlag & Söhne.